# Izimșa
Izimșa – wieś w Rumunii, w okręgu Mehedinți, w gminie Obârșia de Câmp. W 2011 roku liczyła 983 mieszkańców.